# Timofej Doksjitser
Timofej Aleksandrovitsj Doksjitser (Russisch: Тимофей Александрович Докшицер) (Nizjyn, 13 december 1921 - Vilnius, 16 maart 2005) was een trompettist in de Sovjet-Unie en gaf les aan het Gnessin Staatsacademie voor Muziek. Tevens was hij solotrompettist van het Bolsjojtheater.
Op zijn tiende begon Doksjitser met trompet spelen. Hij heeft de plaatselijke muziekschool doorlopen en studeerde aan de Gnessin Staatsacademie. In 1957 studeerde hij af aan het Conservatorium van Moskou, waarna hij een van de beste en bekendste trompettisten van de wereld werd, vooral door de vele opnames van (trompet)concerten.  
Hij speelde onder andere klassieke composities en moderne concerten, zoals die van Aleksandr Aroetjoenjan. Sommige opnames, die op elpee verschenen, zijn later ook op cd verschenen. Zijn speelstijl is zeer herkenbaar.